# Anna Kim Chang-gŭm
Św. Anna Kim Chang-gŭm (ko. 김장금 안나) (ur. 1789 r. w Seulu, zm. 20 lipca 1839 r. tamże) – męczennica, święta Kościoła katolickiego.
Niewiele wiadomo o jej życiu. Urodziła się w rodzinie katolickiej. Straciła w młodości męża i mieszkała w ubóstwie razem z matką. Swój czas spędzała na modlitwie. Podczas prześladowań katolików koreańskich aresztowano ją 8 kwietnia 1839 r. Została ścięta w Seulu w miejscu straceń za Małą Zachodnią Bramą 20 lipca 1839 r. razem z 7 innymi katolikami (Różą Kim No-sa, Martą Kim Sŏng-im, Teresą Yi Mae-im, Janem Chrzcicielem Yi Kwang-nyŏl, Magdaleną Yi Yŏng-hŭi, Łucją Kim Nusia i Marią Wŏn Kwi-im).
Dzień jej wspomnienia przypada 20 września (w grupie 103 męczenników koreańskich).
Beatyfikowana 5 lipca 1925 r. przez Piusa XI, kanonizowana 6 maja 1984 r. przez Jana Pawła II w grupie 103 męczenników koreańskich.